# Aargh!
Aargh! je brněnský fanzin, který založili Tomáš Prokůpek a Tomáš Kučerovský v roce 2000. Vychází relativně nepravidelně a soustředí se na evropskou  nezávislou komiksovou tvorbu. Český komiks je zde zastoupen jen zřídka, přesto na stránkách Aarghu! publikovala už řada českých autorů (Jiří Grus, Karel Jerie, Pavel Čech, Jan Bažant). Časopis se jmenuje stejně jako fanzin Alana Moorea z 80. let 20. stol.
První číslo časopisu bylo pokřtěno 30. září 2000 na prvním ročníku akce comiCZcon. Každé číslo je zaměřeno tematicky na určitou oblast Evropy, nebo na určitý námět či žánr. Vydáno bylo již dvacet dva čísel a tři speciální vydání.

## Vydání

### Aargh! #21
Číslo vyšlo v březnu 2022 a zaměřuje se na chorvatskou komiksovou scénu a na Disneyho stopu v českém komiksu. Byly vydány dvě různé varianty tohoto čísla, které se liší obálkami.

### Aargh! #22
Číslo vyšlo v květnu 2023 a soustředí se na španělskou komiksovou scénu. Vydány byly dvě varianty čísla, které se liší pouze obálkami.